# (85770) 1998 UP1
(85770) 1998 UP1 est un astéroïde proche de la Terre, plus précisément un astéroïde Aton orbitant près d'une résonance 1:1 avec la Terre. 

## Orbite
Avec une période orbitale de 364,3 jours, 1998 UP1 est proche d'une résonance orbitale 1:1 avec la Terre. Bien que leurs périodes soient presque identiques, leurs orbites sont très différentes : 1998 UP1 a une orbite très excentrique et s'écarte entre 0,65 et 1,35 unité astronomique (ua) du Soleil ; cette orbite est également très incliné, de 33 degrés. On pensait initialement que la période de 1998 UP1 était légèrement supérieure à un an, ce qui a entraîné une erreur dans la position prédite d’environ 35 degrés ; il a été choisi comme priorité pour être retrouvé, ce qui fut fait par l'observatoire de Camarillo le 12 octobre 1999. 
(85770) 1998 UP1 s'approche également de Vénus et passera à 0,0255 ua (3 810 000 km) de la planète le 24 janvier 2115. 